# یاسر رضوان
یاسر رضوان (انگلیسی: Yasser Radwan؛ زادهٔ ۲۲ آوریل ۱۹۷۲) یک بازیکن فوتبال اهل مصر است.

## باشگاهی
از باشگاه‌هایی که در آن بازی کرده‌است می‌توان به باشگاه فوتبال هانزا روستوک، باشگاه ورزشی الاهلی مصر، اشاره کرد.

## تیم ملی
وی همچنین در تیم ملی فوتبال مصر بازی کرده است.